# G (wojsko)
G – w armiach Układu Warszawskiego umowne oznaczenie czasu, w jakim piechota i czołgi miały jednocześnie zaatakować przedni skraj obrony przeciwnika lub czasu rozpoczęcia jakichkolwiek działań bojowych (akcji). Czas G ustalał dowódca związku operacyjnego (taktycznego). W stosunku do G ustalał się czas rozpoczęcia i zakończenia ogniowego przygotowania działań bojowych.